# Kozaruša
Kozaruša (cyr. Козаруша) – wieś w Bośni i Hercegowinie, w Republice Serbskiej, w mieście Prijedor. W 2013 roku liczyła 2538 mieszkańców.